# Radechovka
Potok Radechovka je pravostranný přítok Metuje v Královéhradeckém kraji. Pramení v Červenokostelecké pahorkatině u Horní Radechové v nadmořské výšce 443 m. Protéká zhruba severojižním směrem vesnicemi Horní Radechovou, Dolními Rybníky, Dolní Radechovou a městem Náchodem, kde je však v celém průchodu městem zaklenut pod terén. Ze zaklenutí ústí do Metuje ve výšce 344 m n. m. (km 34,1). Jeho tok je 8,8 km dlouhý, plocha povodí je 19,9 km2.

## Historie využití
Na vstupu do Náchoda napájí Radechovka rybník Podborný, pod jehož hrází se nachází městské koupaliště. Zhruba na jeho místě mělo město Náchod obecní rybník Pilný, z něhož strouhou přivádělo vodu do městského mlýna a hradebního příkopu. V 19. století poskytoval potok na celém toku vodu provozovnám textilních řemesel (např. barvírnám). V Horní Radechové byl mlýn.

## Regulace
Vedle Metuje i Radechovka ohrožovala město Náchod povodněmi, např. v l. 1872, 1891 a 1893, kdy byla zaplavena obě předměstí i hlavní náměstí. Proto byl v roce 1894 podán návrh na regulaci Metuje a zaklenutí Radechovky. Schvalování a finanční zajištění včetně zemských dotací však zahájení regulace řeky odsunuly až do roku 1912. O regulaci a částečném zakrytí Radechovky rozhodlo městské zastupitelstvo až v únoru 1939. Práce probíhaly od května 1944; byly při nich použity i náhrobky z obou náchodských židovských hřbitovů, zničených nacisty. 3. února 1946 se Radechovka náhle rozvodnila, zaplavila Plhovské náměstí a způsobila další škody. Proto byla mimo plán v letech 1947-1950 provedena komplexní regulace úseku 0,000-0,466 km.

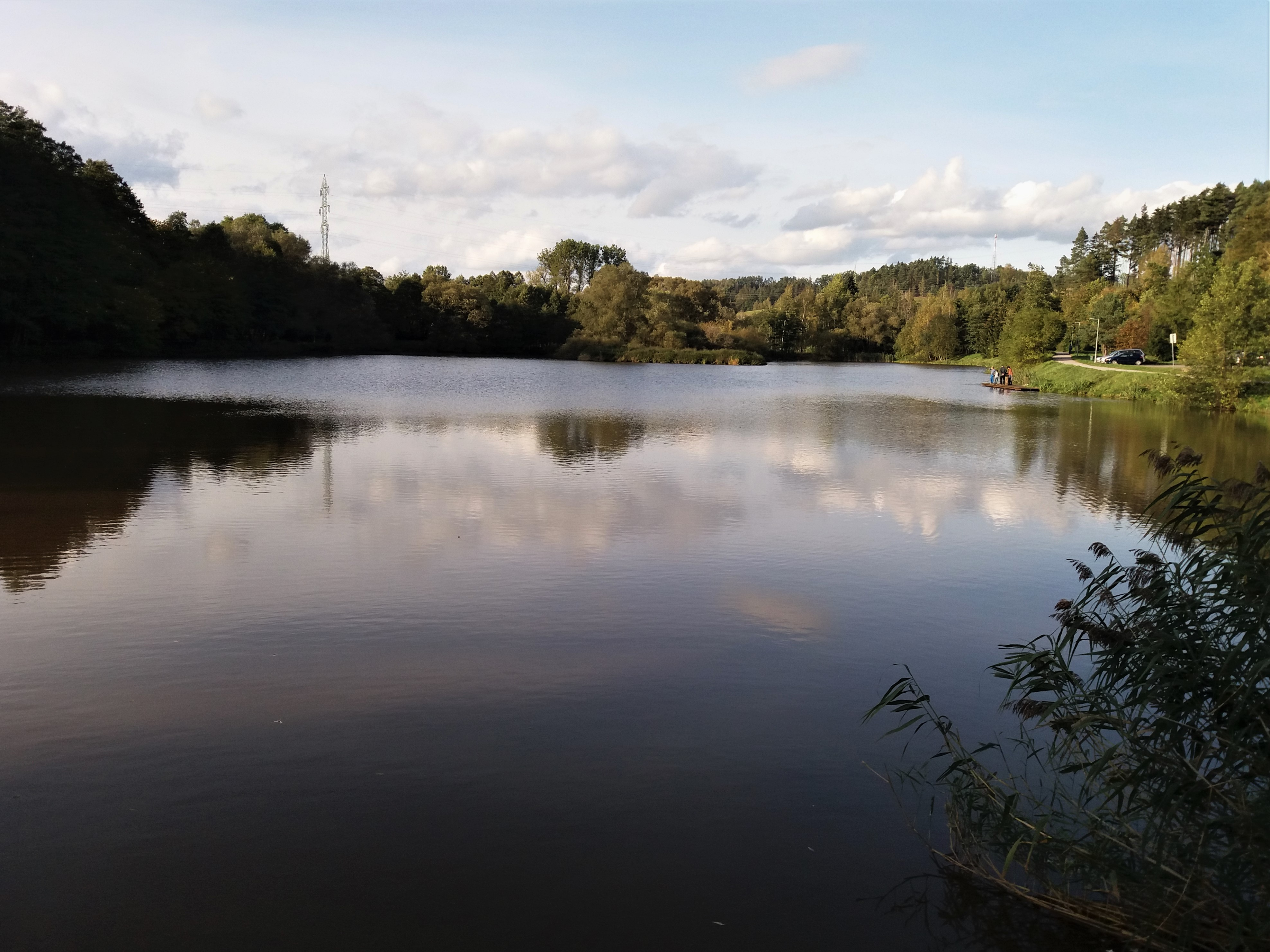
Průtočný rybník Podborný nad Náchodem